# Alberto Siliotti
Alberto Siliotti   (Verona, 1950) és un egiptòleg italià.
Ha treballat des de fa anys sobre l'antic Egipte en tant que membre de la missió franco-egípcia del centre d'estudis i de documentació sobre l'Antic Egipte i del CNRS; també ha treballat amb l'Egypt Exploration Society i ha estat coordinador del « Progetto Tebe » per crear un catàleg informatitzat de pintures de les tombes tebanes.

## Publicacions
- Égypte, terre des pharaons, Gründ, 1994, ISBN 2-7000-2117-7
- La Vallée des Rois - Guide des meilleurs sites, Gründ, 1996, ISBN 2-7000-3412-0
- Journal de voyage en Égypte : inauguration du canal de Suez, amb Roberto Morra Di Lavriano, Alain Vidal-Naquet, Gründ, 1997, ISBN 2700024354
- Découverte de l'Égypte ancienne, Gründ, 1998, ISBN 2700021371
- Demeures d'éternité, Gallimard, 2000, ISBN 207053524X
- Voyages en Égypte et en Nubie de Giovanni Belzoni, Gründ, 2001, ISBN 2-7000-2440-0
- Egypt splendours of an ancient civilization, Thames & Hudson Gb, 2002, ISBN 0500283389
- Pyramides, Gründ, 2005, ISBN 2700010787
- La Vallée des rois, amb Maurizio Würtz i Nadia Repetto, Gründ, 2006, ISBN 270001412X